# 마사노리촌
마사노리촌(正則村)은 일본 아이치현 가이토군에 설치되었던 촌이다. 현재의 아마시의 일부에 해당한다.
마을 이름은 이곳이 후쿠시마 마사노리의 출신지라서 붙여졌다고 한다.